# Ракити (Топчихинський район)
Рокити́ (рос. Ракиты) — село у складі Топчихинського району Алтайського краю, Росія. Входить до складу Сидоровської сільської ради.

## Населення
Населення — 102 особи (2010; 190 у 2002).
Національний склад (станом на 2002 рік):
- росіяни — 99 %